# Vahrer Straße
Die Vahrer Straße ist eine zentrale Durchgangsstraße Straße in Bremen im Stadtteil Vahr, Ortsteile Gartenstadt Vahr und Neue Vahr Südwest sowie zur anderen Hälfte im Stadtteil Hemelingen, Ortsteil Sebaldsbrück. Sie führt in Süd-Nord-Richtung von der Sebaldsbrücker Heerstraße bis zur Straße In der Vahr.
Sie gliedert sich in die Teilbereiche
- Sebaldsbrücker Heerstraße bis Ludwig-Roselius-Allee in Hemelingen und
- Ludwig-Roselius-Allee bis zur Straße In der Vahr.

Die Querstraßen und Anschlussstraßen wurden u. a. benannt als Sebaldsbrücker Heerstraße nach dem Stadtteil, Adamistraße nach dem früheren Gutshof, seit 1843 im Eigentum von Senator Johann Helfrich Adami, Sebaldstraße nach dem Dorf Sebalds Brüke, Helmholtzstraße nach dem Physiologe und Physiker Hermann von Helmholtz (1821–1894), Semmelweisstraße nach dem Chirurgen und Geburtshelfer Ignaz Semmelweis (1818–1865), Einsteinstraße nach dem bedeutendsten theoretischen Physiker Albert Einstein (1879–1955), Gluudstraße 1934 nach dem Kapitän und Luftschiffkommandant Ferdinand Gluud (1875–1913), Zeppelinstraße nach dem General und Erfinder des Zeppelins Ferdinand von Zeppelin, Parsevalstraße nach dem Konstrukteur von Luftschiffen August von Parseval (1861–1942), Wilhelm-Wolters-Straße nach dem Bremer Kaufmann und Mäzen, Vahrer Feldweg nach der südlichen Vahrer Feldmarkt, Bevenser Straße nach der Stadt Bad Bevensen, Ludwig-Roselius-Allee nach dem Kaffeeunternehmer, Stellichter Straße nach dem, Amelinghauser Straße nach dem Kaffeehändler und Mäzen, Traberstraße nach den Trabpferden der dortigen Galopprennbahn, Schneverdinger Straße nach der Stadt bei Soltau und In der Vahr; ansonsten siehe beim Link zu den Straßen.

## Geschichte

### Name
Die Vahrer Straße wurde benannt nach dem Stadtteil Vahr, zu dem sie hinführt. Sie wurde früher als Vahrer Landwehr bezeichnet, da hier ein Teil der Bremer Landwehr war als vorgelagerte Bremer Stadtbefestigung.

### Entwicklung
Vom Dorf Sebalds Brüke führte ein Weg nach Vahr, einem Teil des unbebauten Hollerlandes. Die Feldflur Vahr im Hollerland gehörte früher nicht zur Reichsstadt Bremen, sondern dem Erzstift Bremen. Die Grenzen des Hollerlandes wurde nach Süden und Südwesten als Landwehr um das Dorf Osterholz am Vahrer Fleth gesichert (heute am Straßenzug Vahrer Straße – In der Vahr – Bürgermeister-Spitta-Allee zu erkennen). Das Vahrer Fleet ist mittig der Straße noch zwischen Ludwig-Roselius-Allee und der Straße In der Vahr vorhanden und nur teilweise verrohrt.
Die Vahr (1167 Vare, später Voren; Fuhren = Furche) ist ein sehr junger Stadtteil von Bremen. Die Gartenstadt Vahr wurde ab 1956 städtebaulich von Ernst May (Neue Heimat, Hamburg) für die Gewoba geplant; später kamen bei der Planung die Architekten Max Säume und Günther Hafemann (beide Bremen) als Planer hinzu.
Das kleine Dorf Sebalds-Brüke, im 17. Jahrhundert auch Segelsbrügge genannt, lag südlich vom Vahrer Feld und kam 1803 zum Bremer Landgebiet. Es hatte 1812 nur 132 Einwohner, heute (2017) wohne über 10.000 Einwohner im Ortsteil. Der alte Weg an und zwischen den beiden Ortsteilen besiedelte sich erst zunehmend im 20. Jahrhundert. Am Straßenzug Bürgermeister-Spitta-Allee – In der Vahr – Vahrer Straße verlief früher parallel zu dem Weg das Vahrer Fleth (Teil der Kleinen Wümme) und die Bremer Landwehr. Eines der drei Landgüter der Vahr reichte von der Vahrer Straße bis zum Achterdiek, 1735 wurde als Besitzer ein Dr. Rosenkamp erwähnt. Hier entstand von 1873 bis 1875 mit Gut Kreyenhorst ein schlossartiges Anwesen, das 1911 abgerissen wurde. Senator Johann Eberhard Pavenstedt (1777–1860) wohnte im 19. Jahrhundert in einem Landgut an der Vahrer Straße.

### Verkehr
Die Straßenbahn Bremen tangiert heute mit der Linie 2 (Gröpelingen – Sebaldsbrück) und 10 (Gröpelingen – Hauptbahnhof – Sebaldsbrück) die Straße an der Sebaldsbrücker Heerstraße.
Im Nahverkehr in Bremen durchfährt die Straße die Buslinien 21 (Sebaldsbrück ↔ Universität-Nord).

## Gebäude und Anlagen

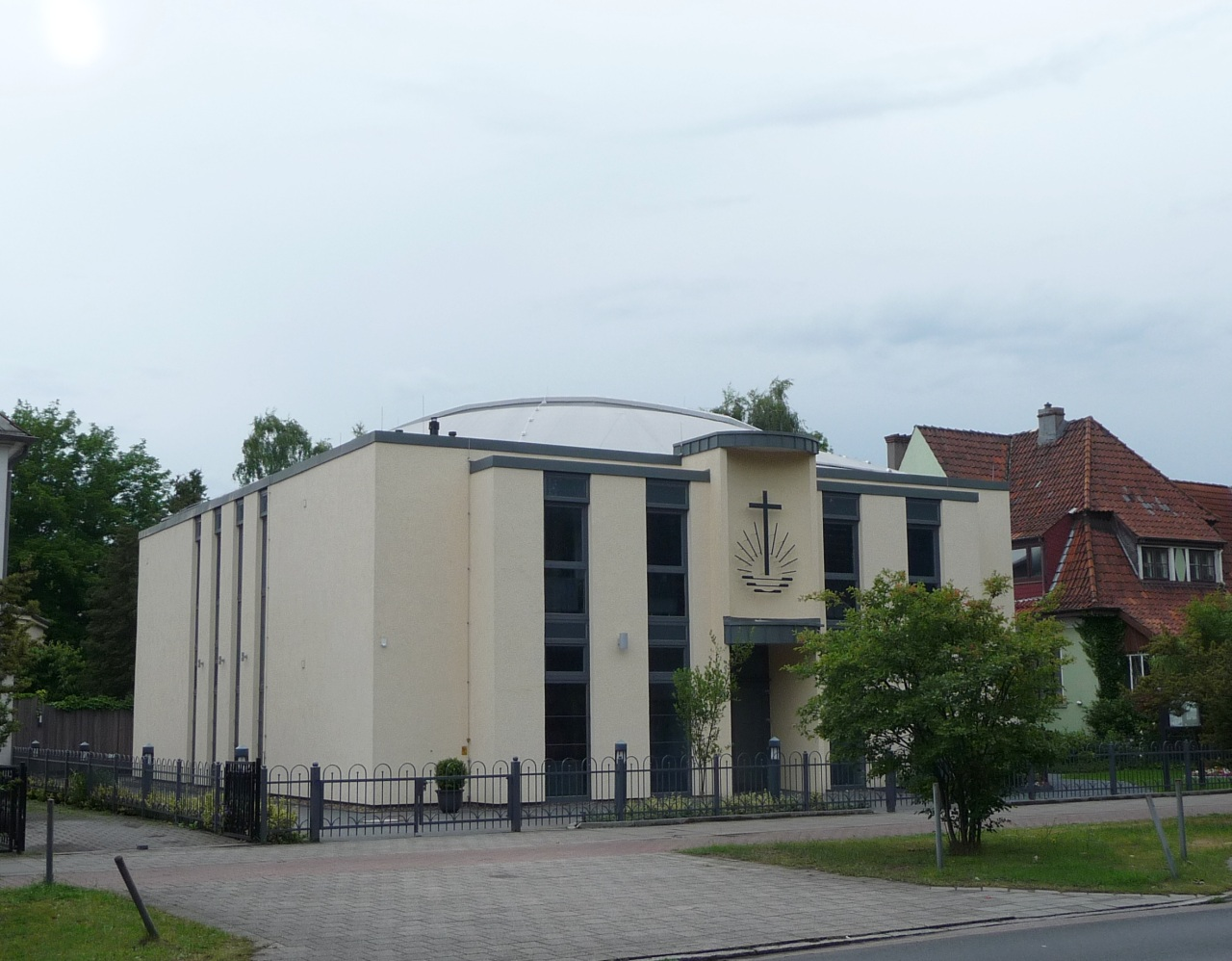
Nr. 162: Neuapostolische-Kirche

An der Straße stehen überwiegend ein- bis zwei- sowie wenige drei- und viergeschossige Gebäude.

### Erwähnenswerte Gebäude und Anlagen
- Ecke Semmelweisstraße 11: 8-gesch. Wohnhochhaus
- Ecke Parsevalstraße: öffentlicher Bücherschrank; hier werden Bücher kostenlos, anonym und ohne jegliche Formalitäten zum Tausch oder zur Mitnahme angeboten.
- Nr. 110–114: 4-gesch. Wohnhaus
- Nr. 184: 2-gesch. modernes Wohnhaus
- Nr. 197: 1-gesch. Einkaufszentrum
- Nr. 156/158: 1-gesch. Doppelhaus - Gebäudeanlage mit Innenhof; davor Tankstelle
- Nr. 162: Neubau von 2005 der Neuapostolischen Kirche Bremen-Sebaldsbrück
- Ludwig-Roselius-Allee: frühere Bremer Galopprennbahn
- Nr. 239: 1-gesch. Fachwerk-Bauernhaus (heute Albert Subtropia)
- Nr. 246: 1-gesch. Gaststätte
- Nr. 249, hinten: 4-gesch. Bremer Ökumenisches Wohnheim von 1962 nach Plänen von Carsten Schröck
- Nr. 269/273: 2-gesch. Geschäftshaus und dahinter 1-gesch. Einkaufszentrum